# Nowa Dmytriwka (obwód charkowski)
Nowa Dmytriwka (ukr. Нова Дмитрівка) – wieś na Ukrainie, w obwodzie charkowskim, w rejonie iziumskim. W 2001 liczyła 236 mieszkańców.